# Resolució 1900 del Consell de Seguretat de les Nacions Unides
La Resolució 1900 del Consell de Seguretat de les Nacions Unides fou adoptada per unanimitat el 16 de desembre de 2009. Després de recordar les resolucions 827 (1993), 1581 (2005), 1597 (2005), 1613 (2005), 1629 (2005),  1660 (2006), 1837 (2008), 1849 (2008) i 1877 (2009), el Consell va permetre que diversos jutges del Tribunal Penal Internacional per a l'antiga Iugoslàvia servissin més enllà l'expiració del seu mandat per permetre'ls completar el treball en els casos en què estaven implicats.
Actuant amb el Capítol VII de la Carta de les Nacions Unides, el Consell va decidir que els jutges Kimberley Prost (Canadà) i Ole Bjørn Støle (Noruega), els mandats dels quals s'acabaven el 31 de desembre de 2009, podrien completar el cas Popović que estava previst que conclougés el març de 2010. Al mateix temps, es va observar que el nombre total de jutges ad litem que exercien al Tribunal podrien superar temporalment el màxim de 12 previstos a un màxim de 13. El nombre de jutges tornaria a 12 el 31 de març de 2010.
El Tribunal Penal Internacional per a l'antiga Iugoslàvia, establert per la Resolució 827 (1993), era un tribunal de les Nacions Unides que tractava dels crims de guerra que es van produir durant els guerres iugoslaves de principis dels anys noranta, que seguiren al trencament de la República Federal Socialista de Iugoslàvia.